# Bedoho (Sooko)
Bedoho is een bestuurslaag in het regentschap Ponorogo van de provincie Oost-Java, Indonesië. Bedoho telt 2525 inwoners (volkstelling 2010).